# Luca Petrasso
Luca Allan Petrasso (Toronto, 16 giugno 2000) è un calciatore canadese, difensore del CF Montréal.

## Biografia
Anche suo fratello Michael è un calciatore professionista.

## Carriera

### Club

#### Toronto FC
Cresciuto nel settore giovanile del Toronto FC, a cui era approdato nel 2013, il 15 marzo 2018 Petrasso firma il suo primo contratto da professionista con la seconda squadra del club canadese, militante nella USL Championship. Il 26 aprile seguente, fa il suo esordio fra i professionisti nell'incontro di campionato con i Richmond Kickers, perso per 2-1.
L'11 gennaio 2022, viene promosso in prima squadra, firmando un contratto valido fino al termine della stagione 2023 e andando a occupare uno slot da Homegrown Player. Il 4 marzo successivo, debutta in MLS, in occasione dell'incontro di campionato contro i N.Y. Red Bulls: nell'occasione, nonostante la sconfitta per 4-1, serve a Jesús Jiménez un assist per l'unico gol della squadra.

#### Orlando City e prestiti
Il 9 novembre 2022, Petrasso viene acquistato a titolo definitivo dall'Orlando City, in cambio di 300.000 dollari assegnati ai fondi di allocazione generale per la stagione 2023, più bonus di altri 50.000 dollari per le annate 2024 e 2025 al verificarsi di determinate condizioni. Al termine della sua prima annata in Florida, estende il suo contratto con il club per un'altra stagione.
Il 12 gennaio 2024, viene ceduto in prestito con diritto di riscatto alla Triestina, in Serie C, fino al termine della stagione. Con i lancieri ha giocato complessivamente 14 partite in cinque mesi.
Tornato all’Orlando City, viene impiegato prevalentemente con la squadra B, militante nel campionato MLS Next Pro, dove ha disputato 11 partite realizza di una rete; con la prima squadra è stato impiegato tre volte tra agosto e ottobre 2024 in MLS e Leagues Cup. A fine stagione non è stata esercitata l'opzione per il prolungamento del contratto.

#### CF Montréal
Rimasto svincolato, il 7 febbraio 2025 viene ingaggiato dal CF Montréal.

### Nazionale
Nel 2017, Petrasso viene incluso nella rosa della nazionale Under-17 canadese partecipante al campionato nordamericano di categoria, organizzato a Panama.
Nel maggio del 2023, viene incluso nella lista preliminare dei convocati per la fase finale della CONCACAF Nations League 2023-2024, non rientrando però nella rosa finale.

## Statistiche

### Presenze e reti nei club
Statistiche aggiornate al 23 febbraio 2025.
| Stagione             | Squadra              | Campionato           | Campionato | Campionato | Coppe nazionali | Coppe nazionali | Coppe nazionali | Coppe continentali | Coppe continentali | Coppe continentali | Altre coppe | Altre coppe | Altre coppe | Totale | Totale |
| Stagione             | Squadra              | Comp                 | Pres       | Reti       | Comp            | Pres            | Reti            | Comp               | Pres               | Reti               | Comp        | Pres        | Reti        | Pres   | Reti   |
| -------------------- | -------------------- | -------------------- | ---------- | ---------- | --------------- | --------------- | --------------- | ------------------ | ------------------ | ------------------ | ----------- | ----------- | ----------- | ------ | ------ |
| 2018                 | Toronto FC II        | USL                  | 9          | 0          |                 | -               | -               |                    | -                  | -                  |             | -           | -           | 9      | 0      |
| 2019                 | Toronto FC II        | USL1                 | 26         | 2          |                 | -               | -               |                    | -                  | -                  |             | -           | -           | 26     | 2      |
| 2021                 | Toronto FC II        | USL1                 | 28         | 1          |                 | -               | -               |                    | -                  | -                  |             | -           | -           | 28     | 1      |
| Totale Toronto FC II | Totale Toronto FC II | Totale Toronto FC II | 63         | 3          |                 | -               | -               |                    | -                  | -                  |             | -           | -           | 63     | 3      |
| 2022                 | Toronto FC           | MLS                  | 23         | 0          | CC              | 3               | 0               |                    | -                  | -                  |             | -           | -           | 26     | 0      |
| 2023                 | Orlando City         | MLS                  | 12         | 0          | USOC            | 0               | 0               | CCL                | 2                  | 0                  |             | -           | -           | 14     | 0      |
| gen.-giu. 2024       | Triestina            | C                    | 11+3       | 0          | CI-C            | 0               | 0               |                    | -                  | -                  |             | -           | -           | 14     | 0      |
| 2024                 | Orlando City         | MLS                  | 2          | 0          | USOC            | -               | -               |                    | -                  | -                  | LC          | 1           | 0           | 3      | 0      |
| Totale Orlando City  | Totale Orlando City  | Totale Orlando City  | 14         | 0          |                 | 0               | 0               |                    | 2                  | 0                  |             | 1           | 0           | 17     | 0      |
| 2025                 | CF Montréal          | MLS                  | 1          | 0          | CC              | -               | -               |                    | -                  | -                  | LC          | -           | -           | 1      | 0      |
| Totale carriera      | Totale carriera      | Totale carriera      | 112+3      | 3          |                 | 3               | 0               |                    | 2                  | 0                  |             | 1           | 0           | 121    | 3      |